# Kingston (region)
Kingston – jeden z 14 regionów Jamajki. Znajduje się na południowym wybrzeżu wyspy i obejmuje stolicę Kingston (ale nie w całości). Jest stolicą Jamajki położoną nad Morzem Karaibskim. Liczba mieszkańców 104 tys. (zespół miejski ok. 590 tys.). Ważny port morski i port lotniczy. Miasto zostało założone przez Anglików w 1693 roku w pobliżu zniszczonej przez trzęsienie ziemi z 1692 miejscowości Port Royal. Kingston stało się stolicą w 1872 (poprzednio było nią Spanish Town). We wrześniu 2004 r. miasto nawiedził huragan Ivan. Spowodował duże zniszczenia.